# 周平 (少將)
周平，中國大陸軍事人物，中國人民解放軍少將，中國共產黨黨員。長期任職于解放軍陸軍，仼廣西軍區副司令员、参谋长等職。